# Інтерстадіал
Інтерстадіа́л (англ. interstadial), або потепління — час незначного потепління клімату й значного скорочення площі льодовиків між двома періодами їх наступу (стадіалами) протягом одного зледеніння (гляціал). Відрізняється від інтергляціала тим, що є періодом всередині одного зледеніння.
У пліоцені — плейстоцені відомі такі інтерстадіали:
| Назва              | Час, років тому |
| ------------------ | --------------- |
| Гільберт VII–V     | 4,3-3,95 млн.   |
| Бібер I/II         | 3-2,6 млн.      |
| Донау II/III       | 1,79-1,6 млн.   |
| Міндель I/II       | 459 000–383 000 |
| Мурсхофд           | 51 000 — 46 500 |
| Вюрм II/III        | 39 000 — 34 000 |
| Вюрм III Тюрсак    | 23 500 — 22 500 |
| Вюрм III Баньольс  | 20 500 — 20 300 |
| Вюрм III/IV Ложері | 19 700 — 18 500 |
| Вюрм IV Ласко      | 17 800 — 16 500 |
| Вюрм IV Англь      | 15 800 — 15 500 |
| Вюрм IV Пребьолінг | 14 800 — 14 300 |
| Вюрм IV Бьолінг    | 13 300 — 12 300 |